# Brumov
Brumov (en allemand : Brumow) est une commune du district de Brno-Campagne, dans la région de Moravie-du-Sud, en République tchèque. Sa population s'élevait à 243 habitants en 2020.

## Géographie
Brumov se trouve à 9 km au sud-ouest de Kunštát, à 33 km au nord-nord-ouest de Brno et à 159 km à l'est-sud-est de Prague.
La commune est limitée par Černovice au nord, par Bedřichov à l'est, par Strhaře au sud, et par Osiky au sud et à l'ouest.

## Histoire
La première mention écrite de la localité date de 1390.

## Transports
Par la route, Brumov se trouve à 15 km de Kunštát, à 17 km de Tišnov, à 43,5 km de Brno et à 205 km de Prague.

## Personnalités
- Tomas Repka, footballeur tchèque